# Colotois demaculata
Colotois demaculata är en fjärilsart som beskrevs av Barend J. Lempke 1951. Colotois demaculata ingår i släktet Colotois och familjen mätare. Inga underarter finns listade i Catalogue of Life.